# 機動戦士ガンダム エクストリームバーサス2 クロスブースト
『機動戦士ガンダム エクストリームバーサス2 クロスブースト』（きどうせんしガンダム エクストリームバーサスツー クロスブースト、MOBILE SUIT GUNDAM EXTREME VS. 2 XBOOST）は、バンダイナムコアミューズメントから発売され、2021年3月10日稼働のアーケードゲーム。
ガンダムシリーズを題材にしたチーム対戦型アクションゲーム『機動戦士ガンダム vs.シリーズ』の第16弾。『エクストリームバーサス』シリーズとしては第6弾（外伝の『フォース』を含めれば第7弾）となるゲーム作品。

## 概要
『機動戦士ガンダム エクストリームバーサス2』の流れを汲む後継作。エクストリームバーサスシリーズの10周年を記念した作品でもあり、作品名の「クロス(X)」は新要素である「EXバーストクロス」と、ローマ数字の「10(X)」にも掛けられている。

## 新要素
『エクストリームバーサス2』の5つのEXバーストのうち、「S（シューティング）バースト」「F（ファイティング）バースト」「M（モビリティ）バースト」の3つが続投し、E（エクステンド）バーストとL（リンケージ）バーストは削除された代わりに「C（カバーリング）バースト」として統合。新たに、発動中は攻撃を受けてもひるまないスーパーアーマーが付与される「R（レイジング）バースト」が追加された。
また、チーム2名のEXバーストが同時に発動している最中は「EXバーストクロス」となり、発動中のEXバーストに追加効果が発生するようになる。

## 登場する機動兵器

### プレイヤー機体
【】内の機体はアシスト支援機体として登場する機体。□は稼働当初からの追加機体、■はアップデートで追加、追加予定の機体、▲はガンダムVS.モバイル会員に登録して入手した者のみが使用可能のエクストラ機体。
機動戦士ガンダム
- ガンダム【ガンタンク、ガンキャノン】 / アムロ・レイ
- ガンダム（Gメカ）【Gファイター】 / アムロ・レイ
- ガンキャノン【ガンダム】 / カイ・シデン
- シャア専用ザクII【シャア専用ズゴック、61式戦車】 / シャア・アズナブル
- ザクII(ドアン機) 【ガンダム】 / ククルス・ドアン
- アッガイ【アッガイ、アッグ、ジュアッグ、アッグガイ】 / アカハナ
- シャア専用ゲルググ【エルメス】 / シャア・アズナブル
- ギャン【アッザム】 / マ・クベ
- ジオング 【リック・ドム】/ シャア・アズナブル

MSV
- 高機動型ザクII後期型 (ジョニー・ライデン機) / ジョニー・ライデン
- 高機動型ザクII改（シン・マツナガ機）【ザクII】/シン・マツナガ

MS IGLOO 一年戦争秘録
- ヅダ【ヅダ】 / ジャン・リュック・デュバル
- ヒルドルブ【ザクII】 / デメジエール・ソンネン

機動戦士ガンダム 第08MS小隊
- ガンダムEz8【陸戦型ガンダム、陸戦型ガンダム（ジム頭）、ホバートラック】 / シロー・アマダ
- グフ・カスタム【ジェット・コア・ブースター】 / ノリス・パッカード

機動戦士ガンダム外伝 THE BLUE DESTINY
- ブルーディスティニー1号機【ジム】 / ユウ・カジマ
- イフリート改 / ニムバス・シュターゼン

機動戦士ガンダム外伝 ミッシングリンク
- ペイルライダー（陸戦重装仕様） / クロエ・クローチェ
- ▲高機動型ゲルググ（ヴィンセント機）【ビショップ、 リック・ドムII】 /ヴィンセント・グライスナー
- ▲ イフリート（シュナイド機） 【ピクシー（フレッド機）】/ダグ・シュナイド

機動戦士ガンダム0080 ポケットの中の戦争
- アレックス【ジム・スナイパーII】 / クリスチーナ・マッケンジー
- ザクII改【ケンプファー】 / バーナード・ワイズマン
- ケンプファー 【ザクII改】ミハイル・カミンスキー

機動戦士ガンダム サンダーボルト
- フルアーマー・ガンダム 【ジム (TB版)】イオ・フレミング
- アトラスガンダム 【ガンキャノン・アクア】/ イオ・フレミング
- サイコ・ザク / ダリル・ローレンツ
- アッガイ(ダリル搭乗)【アッガイ火力型、アッガイ重火力型、アッガイ機動型】 / ダリル・ローレンツ

機動戦士ガンダム0083 STARDUST MEMORY
- ガンダム試作1号機Fb【ジム・キャノンII】 / コウ・ウラキ
- ガンダム試作2号機【ドム・トローペン、ザメル】 / アナベル・ガトー
- ガンダム試作3号機 【ジム・カスタム】/ コウ・ウラキ
- ガーベラ・テトラ【ゲルググM】 / シーマ・ガラハウ

機動戦士Ζガンダム
- Ζガンダム【メタス】 / カミーユ・ビダン
- 百式【Ζガンダム】 / クワトロ・バジーナ
- ガンダムMk-II(スーパーガンダム)【Ζガンダム】 / エマ・シーン
- ■ ディジェ【百式】 / アムロ・レイ
- メッサーラ【マラサイ】 / パプテマス・シロッコ
- マラサイ【マラサイ、ハイザック】 / ジェリド・メサ
- ガブスレイ【ガブスレイ】 / ジェリド・メサ
- ハンブラビ【ハンブラビ、パラス・アテネ】 / ヤザン・ゲーブル
- バウンド・ドック【ハイザック】 / ジェリド・メサ
- ジ・O【パラス・アテネ、ボリノーク・サマーン】 / パプテマス・シロッコ

ガンダム・センチネル
- Ex-Sガンダム / Unknown（不明）

機動戦士ガンダムΖΖ
- ΖΖガンダム【キュベレイMk-II（プル機）、コア・ファイターΖΖ】 / ジュドー・アーシタ
- フルアーマーΖΖガンダム (強化型ΖΖガンダム)【Ζガンダム（ルー搭乗）、百式（ビーチャ搭乗）】 / ジュドー・アーシタ
- ▲Ζガンダム（ルー搭乗）【フルアーマーΖΖガンダム】/ルー・ルカ
- キュベレイ【ハンマ・ハンマ、R・ジャジャ】 / ハマーン・カーン
- キュベレイMk-II（プル機）【ΖΖガンダム、ガンダムMk-II（エル搭乗）】 / エルピー・プル
- キュベレイMk-II（プルツー機）【バウ（グレミー機）】 / プルツー
- ザクIII改 / マシュマー・セロ
- ドーベン・ウルフ【ドーベン・ウルフ】 / ラカン・ダカラン
- ▲アッガイ（ハマーン搭乗）【アッグ、ジュアッグ、アッグガイ】 / ハマーン・カーン

機動戦士ガンダム ヴァルプルギス（vs.シリーズ初登場）
- ■オーヴェロン【メッサーラ・グラシュティン】 / マシロ・オークス

機動戦士ガンダム 逆襲のシャア
- νガンダム【リ・ガズィ】/ アムロ・レイ
- サザビー【ヤクト・ドーガ(ギュネイ機)、ヤクト・ドーガ（クェス機）】 / シャア・アズナブル
- リ・ガズィ【ジェガン】 / チェーン・アギ
- ヤクト・ドーガ(ギュネイ機)【ギラ・ドーガ】 / ギュネイ・ガス

The-Life-Sized ν Gundam Statue（vs.シリーズ初登場）
- ■RX-93ff νガンダム【ジェガン】 / アムロ・レイ

CCA-MSV（vs.シリーズ初登場）
- ■νガンダムHWS【リ・ガズィカスタム】 / アムロ・レイ

機動戦士ガンダム 逆襲のシャア ベルトーチカ・チルドレン
- Hi-νガンダム / アムロ・レイ
- ナイチンゲール【サイコ・ドーガ】 / シャア・アズナブル

機動戦士ガンダムUC
- ユニコーンガンダム【リゼル】 / バナージ・リンクス
- デルタプラス【ジェスタ、ユニコーンガンダム】 / リディ・マーセナス
- クシャトリヤ / マリーダ・クルス
- バンシィ / マリーダ・クルス
- シナンジュ【ローゼン・ズール】 / フル・フロンタル
- ローゼン・ズール【ギラ・ズール(親衛隊機)】 / アンジェロ・ザウパー
- フルアーマー・ユニコーンガンダム【バンシィ・ノルン】 / バナージ・リンクス
- バンシィ・ノルン / リディ・マーセナス

機動戦士ガンダムNT
- ナラティブガンダム【フェネクス】 / ヨナ・バシュタ
- □フェネクス【ナラティブガンダム (C装備)、シルヴァ・バレト・サプレッサー、ジェガンA2型】 / Unknown（不明）
- シナンジュ・スタイン【ギラ・ズール (エリク機)、ギラ・ズール】 / ゾルタン・アッカネン

機動戦士ガンダム 閃光のハサウェイ
- Ξガンダム 【メッサー】/ マフティー・ナビーユ・エリン
- ペーネロペー / レーン・エイム

機動戦士ガンダムF91
- ガンダムF91【ビギナ・ギナ】 / シーブック・アノー
- ベルガ・ギロス【デナン・ゾン】 / ザビーネ・シャル

機動戦士クロスボーン・ガンダム
- クロスボーン・ガンダムX1改【クロスボーン・ガンダムX3、ペズ・バタラ 】 / キンケドゥ・ナウ
- クロスボーン・ガンダムX2改 【バタラ】ザビーネ・シャル
- クロスボーン・ガンダムX3【クロスボーン・ガンダムX1改】 / トビア・アロナクス
- クロスボーン・ガンダムX1フルクロス / トビア・アロナクス
- ■ビギナ・ギナII（木星決戦仕様）【バーラ・トトゥガ、アラナ・アビジョ】 / ギリ・ガデューカ・アスピス

機動戦士クロスボーン・ガンダム ゴースト
- ファントムガンダム 【デスフィズ】 / フォント・ボー

機動戦士Vガンダム
- V2ガンダム【Vガンダムヘキサ、ガンイージ】 / ウッソ・エヴィン
- ヴィクトリーガンダム(Vダッシュガンダム)【ガンイージ】 / ウッソ・エヴィン
- ガンイージ【ガンイージ、Vガンダムヘキサ】 / ジュンコ・ジェンコ
- ゲドラフ【アインラッド】 / カテジナ・ルース
- ゴトラタン【リグ・コンティオ】 / カテジナ・ルース

機動武闘伝Gガンダム
- ゴッドガンダム【風雲再起】 / ドモン・カッシュ
- シャイニングガンダム【クーロンガンダム】 / ドモン・カッシュ
- ライジングガンダム【ゴッドガンダム】 / レイン・ミカムラ
- ドラゴンガンダム【シャイニングガンダム】 / サイ・サイシー
- ガンダムマックスター 【ドラゴンガンダム】/ チボデー・クロケット
- ノーベルガンダム【ゴッドガンダム】 / アレンビー・ビアズリー
- ガンダムシュピーゲル【ライジングガンダム】 / シュバルツ・ブルーダー
- マスターガンダム【風雲再起、ガンダムヘブンズソード】 / 東方不敗マスター・アジア

新機動戦記ガンダムW
- ウイングガンダムゼロ / ヒイロ・ユイ
- アルトロンガンダム / 張五飛
- ガンダムサンドロック改【マグアナック（ラシード機）、マグアナック（アウダ機）】 / カトル・ラバーバ・ウィナー
- ■ ガンダムデスサイズヘル【ガンダムサンドロック改、アルトロンガンダム】 / デュオ・マックスウェル
- ▲ トールギス【リーオー】/ ゼクス・マーキス
- トールギスII【ウイングガンダム】/ トレーズ・クシュリナーダ
- ガンダムエピオン 【ビルゴII】/ ミリアルド・ピースクラフト

新機動戦記ガンダムW Endless Waltz
- ウイングガンダムゼロ（EW版）【トールギスIII、ガンダムデスサイズヘル（EW版）】 / ヒイロ・ユイ
- ガンダムデスサイズヘル（EW版）【ウイングガンダムゼロ（EW版）、 ガンダムヘビーアームズ改（EW版）、トーラス（サンクキングダム仕様） 】/ デュオ・マックスウェル
- ガンダムヘビーアームズ改（EW版）【ガンダムデスサイズヘル（EW版）】 / トロワ・バートン
- トールギスIII【トーラス（サンクキングダム仕様）】 / ゼクス・マーキス

機動新世紀ガンダムX
- ガンダムダブルエックス【ガンダムエアマスターバースト、ガンダムレオパルドデストロイ、Gファルコン、GXビット】 / ガロード・ラン＆ティファ・アディール
- ガンダムX【GXビット】 / ガロード・ラン＆ティファ・アディール
- ガンダムXディバイダー【ガンダムダブルエックス、GXビット】 / ジャミル・ニート
- ガンダムヴァサーゴ・チェストブレイク【ガンダムアシュタロン・ハーミットクラブ】 / シャギア・フロスト
- ベルティゴ【ジュラッグ（ポーラ・ベアー）】 / カリス・ノーティラス[注 1]

∀ガンダム
- ∀ガンダム【カプル】 / ロラン・セアック
- カプル【コレンカプル】 / ソシエ・ハイム＆コレン・ナンダー
- コレンカプル【カプル、∀ガンダム】 / ソシエ・ハイム＆コレン・ナンダー
- ゴールドスモー【シルバースモー】 / ハリー・オード
- ターンX 【マヒロー、バンデット】/ ギム・ギンガナム

機動戦士ガンダムSEED
- フリーダムガンダム【ランチャーストライクガンダム（ムウ搭乗）、ジャスティスガンダム】 / キラ・ヤマト
- ストライクガンダム【スカイグラスパー】 / キラ・ヤマト
- パーフェクトストライクガンダム 【バスターガンダム】/ ムウ・ラ・フラガ
- イージスガンダム【ブリッツガンダム】 / アスラン・ザラ
- ブリッツガンダム【イージスガンダム】 / ニコル・アマルフィ
- バスターガンダム 【デュエルガンダムアサルトシュラウド】/ ディアッカ・エルスマン
- デュエルガンダムアサルトシュラウド【バスターガンダム】 / イザーク・ジュール
- ラゴゥ【バクゥ】 / アンドリュー・バルトフェルド
- レイダーガンダム 【フォビドゥンガンダム、カラミティガンダム】/ クロト・ブエル
- フォビドゥンガンダム【レイダーガンダム、カラミティガンダム】 / シャニ・アンドラス
- ■カラミティガンダム 【レイダーガンダム、フォビドゥンガンダム、ジン】 /オルガ・サブナック
- プロヴィデンスガンダム / ラウ・ル・クルーゼ
- ■ジャスティスガンダム【フリーダムガンダム】 / アスラン・ザラ

機動戦士ガンダムSEED ASTRAY
- ガンダムアストレイレッドフレーム / ロウ・ギュール
- ガンダムアストレイブルーフレームセカンドL/ 叢雲劾
- ガンダムアストレイゴールドフレーム天 / ロンド・ギナ・サハク
- ハイペリオンガンダム / カナード・パルス
- ドレッドノートガンダム（Xアストレイ）【ガンダムアストレイレッドフレーム】 / プレア・レヴェリー
- ガンダムアストレイゴールドフレーム天ミナ / ロンド・ミナ・サハク
- ガンダムアストレイレッドフレーム（レッドドラゴン） / ロウ・ギュール
- ガンダムアストレイブルーフレームD / 叢雲劾
- ガンダムアストレイレッドフレーム改 / ロウ・ギュール

機動戦士ガンダムSEED DESTINY
- デスティニーガンダム【レジェンドガンダム】 / シン・アスカ
- インパルスガンダム 【ガナーザクウォーリア（ルナマリア機）】/ シン・アスカ
- レジェンドガンダム【インパルスガンダム（ルナマリア搭乗）、デスティニーガンダム】 / レイ・ザ・バレル
- ガナーザクウォーリア（ルナマリア機）【インパルスガンダム、グフイグナイテッド（ハイネ機）】/ ルナマリア・ホーク
- ▲インパルスガンダム (ルナマリア搭乗) 【デスティニーガンダム、レジェンドガンダム】 / ルナマリア・ホーク
- グフイグナイテッド（ハイネ機）【セイバーガンダム、インパルスガンダム】 / ハイネ・ヴェステンフルス
- ガイアガンダム【カオスガンダム、アビスガンダム】 / ステラ・ルーシェ
- ストライクフリーダムガンダム / キラ・ヤマト
- インフィニットジャスティスガンダム【ストライクフリーダムガンダム】 / アスラン・ザラ
- ▲インフィニットジャスティスガンダム (ラクス搭乗) 【ストライクフリーダムガンダム、ガイアガンダム（バルトフェルド搭乗）、アカツキ】 / ラクス・クライン
- アカツキ 【インフィニットジャスティスガンダム】/ ムウ・ラ・フラガ
- ストライクルージュ（オオトリ装備）【ムラサメ】 / カガリ・ユラ・アスハ

機動戦士ガンダムSEED C.E.73 STARGAZER
- スターゲイザー【シビリアンアストレイDSSDカスタム】 / ソル・リューネ・ランジュ＆セレーネ・マクグリフ
- ストライクノワール【ヴェルデバスター、ブルデュエル】 / スウェン・カル・バヤン

機動戦士ガンダム00
- ガンダムエクシア（ガンダムエクシアリペア）【ガンダムヴァーチェ、GNアームズ TYPE-E】 / 刹那・F・セイエイ
- ガンダムデュナメス 【GNアームズ TYPE-D】/ ロックオン・ストラトス
- ガンダムキュリオス【ガンダムヴァーチェ】 / アレルヤ・ハプティズム
- ガンダムヴァーチェ【ガンダムエクシア】 / ティエリア・アーデ
- ガンダムスローネドライ【ガンダムスローネアイン 、ガンダムスローネツヴァイ】 / ネーナ・トリニティ
- ティエレンタオツー【ティエレン宇宙型、ティエレン宇宙指揮官型（セルゲイ機）】 / ソーマ・ピーリス
- ■グラハム専用ユニオンフラッグカスタム【ユニオンフラッグ】/グラハム・エーカー
- ダブルオーガンダム（ダブルオーライザー）【ケルディムガンダム、アリオスガンダム】 / 刹那・F・セイエイ
- ケルディムガンダムGNHW/R【ダブルオーライザー、アリオスガンダム】 / ロックオン・ストラトス
- アリオスガンダムGNHW/M【GNアーチャー】 / アレルヤ・ハプティズム
- スサノオ / ミスター・ブシドー
- アルケーガンダム / アリー・アル・サーシェス
- ■ ガラッゾ（ヒリング機）【ガデッサ（リヴァイヴ機）、ガガ】 /ヒリング・ケア
- リボーンズガンダム / リボーンズキャノン　（0ガンダム）【ガラッゾ（ヒリング機）、ガデッサ（リヴァイヴ機）、ガガ】 / リボンズ・アルマーク

機動戦士ガンダム00V
- ガンダムアヴァランチエクシア / 刹那・F・セイエイ
- ヤークトアルケーガンダム / アリー・アル・サーシェス
- ダブルオーガンダム セブンソード/G【ガンダムデュナメスリペア】 / 刹那・F・セイエイ
- ダブルオークアンタ フルセイバー / 刹那・F・セイエイ

劇場版 機動戦士ガンダム00 -A wakening of the Trailblazer-
- ダブルオークアンタ【ガンダムサバーニャ最終決戦仕様、ガンダムハルート最終決戦仕様】 / 刹那・F・セイエイ
- ラファエルガンダム【セラヴィーガンダムII】 / ティエリア・アーデ
- ブレイヴ指揮官用試験機【ブレイヴ一般用試験機】 / グラハム・エーカー
- ガンダムサバーニャ最終決戦仕様 / ロックオン・ストラトス
- ガンダムハルート最終決戦仕様【ダブルオークアンタ】 / アレルヤ・ハプティズム＆ソーマ・ピーリス

機動戦士ガンダムAGE
- ガンダムAGE-1 【Gエグゼス】/ フリット・アスノ
- ファルシア【ゼダス】 / ユリン・ルシェル
- ガンダムAGE-2【Gバウンサー】 / アセム・アスノ
- ゼイドラ 【ゼダスM】 / ゼハート・ガレット
- ガンダムAGE-3【クランシェ】 / キオ・アスノ
- ガンダムAGE-FX【ガンダムAGE-1フルグランサ、ガンダムAGE-2ダークハウンド】 / キオ・アスノ
- ガンダムAGE-2ダークハウンド【Gエグゼス ジャックエッジ、シャルドール ローグ】 / キャプテン・アッシュ
- ガンダムAGE-1フルグランサ【ガンダムAGE-2ダークハウンド、ガンダムAGE-FX】 / フリット・アスノ
- ガンダムレギルス【フォーンファルシア】 / ゼハート・ガレット
- フォーンファルシア【ガンダムレギルス】 / フラム・ナラ

ガンダム Gのレコンギスタ
- G-セルフ【モンテーロ】 / ベルリ・ゼナム
- G-セルフ（パーフェクトパック）【G-アルケイン（フルドレス）、G-ルシファー】/ ベルリ・ゼナム
- マックナイフ（マスク機）【マックナイフ（バララ機）】 / マスク
- G-アルケイン（フルドレス）【G-セルフ（パーフェクトパック）】 / アイーダ・スルガン
- モンテーロ【G-セルフ（リフレクターパック）】 / クリム・ニック
- ■ ダハック【トリニティ】 / クリム・ニック
- G-ルシファー【G-セルフ（パーフェクトパック）、G-アルケイン（フルドレス）】 / ラライヤ・アクパール＆ノレド・ナグ
- カバカーリー【ジーラッハ】 / マスク

機動戦士ガンダム 鉄血のオルフェンズ
- ガンダム・バルバトス【ガンダム・グシオンリベイク、 流星号】 / 三日月・オーガス
- ガンダム・キマリストルーパー / ガエリオ・ボードウィン
- ガンダム・バルバトスルプス 【ガンダム・グシオンリベイクフルシティ、ガンダム・フラウロス】/ 三日月・オーガス
- ガンダム・グシオンリベイクフルシティ 【ガンダム・バルバトスルプスレクス】/ 昭弘・アルトランド
- ガンダム・バルバトスルプスレクス【ガンダム・グシオンリベイクフルシティ、ガンダム・フラウロス】 / 三日月・オーガス
- ガンダム・バエル 【ヘルムヴィーゲ・リンカー】/ マクギリス・ファリド
- ガンダム・キマリスヴィダール / ガエリオ・ボードウィン
- □ガンダム・フラウロス【ガンダム・グシオンリベイクフルシティ、ランドマン・ロディ】 / ノルバ・シノ

ガンダムビルドファイターズ
- ビルドストライクガンダム（フルパッケージ） / イオリ・セイ＆レイジ
- □スタービルドストライクガンダム / イオリ・セイ＆レイジ
- ザクアメイジング / ユウキ・タツヤ
- ガンダムX魔王/ ヤサカ・マオ
- ウイングガンダムフェニーチェ / リカルド・フェリーニ
- ■戦国アストレイ頑駄無 / ニルス・ニールセン

ガンダムビルドファイターズトライ
- トライバーニングガンダム【ライトニングガンダムフルバーニアン、スターウイニングガンダム】 / カミキ・セカイ
- ライトニングガンダムフルバーニアン / コウサカ・ユウマ
- スターウイニングガンダム / ホシノ・フミナ

ガンダムビルドファイターズA-R
- ホットスクランブルガンダム / 三代目メイジン・カワグチ

ガンダムビルドダイバーズ
- ガンダムダブルオーダイバーエース 【ジムIIIビームマスター】/ ミカミ・リク
- ■RX-零丸【武装装甲八鳥】 / アヤメ

ガンダムEXA
- エクストリームガンダム type-レオス ゼノン・フェース / レオス・アロイ
- エクストリームガンダム type-レオス エクリプス・フェース / レオス・アロイ
- エクストリームガンダム type-レオス アイオス・フェース / レオス・アロイ
- エクストリームガンダム type-レオスII Vs. 【エクストリームガンダム type-セシア エクセリア】/ レオス・アロイ
- エクストリームガンダム type-セシア エクセリア【エクストリームガンダム type-レオスII Vs.】 / セシア・アウェア

SDガンダム外伝
- 騎士ガンダム/ なし

機動戦士ガンダムN-EXTREME（vs.シリーズ初登場）
- ■N-EXTREMEガンダム エクスプロージョン / アマギ・サイ
- ■N-EXTREMEガンダム ザナドゥ / エビハラ・チカゲ
- ■N-EXTREMEガンダム ヴィシャス / バルカ・ニル
- ■N-EXTREMEガンダム スプレマシー / ダンテ・D・ワーズロード

### コストごとの機体一覧
○印は稼動当初から使用できるクロスブーストの追加機体、●印はアップデート等によって使用可能となる追加機体、△は前作よりコストが上方修正された機体、▽は前作よりコストが下方修正された機体、★はガンダムVS.モバイル有料会員に登録した者のみが使用可能のエクストラ機体。
プレイヤーが使用不可の機体のコストは250、戦艦は4500で統一されている。
| 原作                              | コスト1500                                                                  | コスト2000 | コスト2500 | コスト3000                                                                                 |
| --------------------------------- | --------------------------------------------------------------------------- | --- | --- | ------------------------------------------------------------------------------------------ |
| 『1st』                           | アッガイ ガンキャノン ザクII(ドアン機)                                      | ガンダム シャア専用ゲルググ ギャン ガンダム（Gメカ） シャア専用ザクII | ジオング |                                                                                            |
| 『MSV』                           |                                                                             | 高機動型ザクII後期型(ジョニー・ライデン機) 高機動型ザクII改(シン・マツナガ機) | |                                                                                            |
| 『IGLOO』                         | ヅダ ヒルドルブ                                                             | | |                                                                                            |
| 『08MS』                          | ガンダムEz8 グフ・カスタム                                                  | | |                                                                                            |
| 『BD』                            | イフリート改                                                                | ブルーディスティニー1号機 | |                                                                                            |
| 『ML』                            |                                                                             | ペイルライダー（陸戦重装仕様） ▲高機動型ゲルググ（ヴィンセント機） ★イフリート（シュナイド機）                                                                                                 | |                                                                                            |
| 『0080』                          | アレックス ザクII改 ケンプファー                                            | | |                                                                                            |
| 『TB』                            |                                                                             | アッガイ（ダリル搭乗） | フルアーマー・ガンダム サイコ・ザク アトラスガンダム |                                                                                            |
| 『0083』                          |                                                                             | ガンダム試作1号機フルバーニアン ガーベラ・テトラ | ガンダム試作2号機 ガンダム試作3号機 |                                                                                            |
| 『Ζ』                             |                                                                             | ガンダムMk-II メッサーラ ハンブラビ ガブスレイ △マラサイ ●ディジェ | Ζガンダム 百式 ジ・O バウンド・ドック △ハンブラビ |                                                                                            |
| 『センチネル』                    |                                                                             | | | Ex-Sガンダム                                                                               |
| 『ΖΖ』                            | キュベレイMk-II（プルツー機）                                               | キュベレイMk-II（プル機） ★Ζガンダム（ルー搭乗） ザクIII改 ドーベン・ウルフ ★▽アッガイ（ハマーン搭乗）                                                                                         | ΖΖガンダム キュベレイ | フルアーマーΖΖガンダム                                                                     |
| 『ヴァルプルギス』                |                                                                             | | ●オーヴェロン |                                                                                            |
| 『CCA』                           | リ・ガズィ                                                                  | ヤクト・ドーガ | | νガンダム サザビー                                                                         |
| 『CCA-MSV』                       |                                                                             | | | ●νガンダムHWS                                                                              |
| 『he-Life-Sized ν Gundam Statue』 |                                                                             | | | ●RX-93ff νガンダム                                                                         |
| 『CCA BC』                        |                                                                             | | | Hi-νガンダム ナイチンゲール                                                                |
| 『UC』                            |                                                                             | クシャトリヤ デルタプラス ローゼン・ズール | バンシィ | ユニコーンガンダム シナンジュ フルアーマー・ユニコーンガンダム バンシィ・ノルン            |
| 『NT』                            |                                                                             | ナラティブガンダム シナンジュ･スタイン | ○フェネクス |                                                                                            |
| 『ハサウェイ』                    |                                                                             | | | Ξガンダム ペーネロペー                                                                     |
| 『F91』                           | ベルガ・ギロス                                                              | | △ガンダムF91 |                                                                                            |
| 『XB』                            |                                                                             | | クロスボーン・ガンダムX1改 クロスボーン・ガンダムX2改 クロスボーン・ガンダムX3 ●ビギナ・ギナⅡ（木星決戦仕様） ファントムガンダム                                                                                | クロスボーン・ガンダムX1フルクロス                                                         |
| 『V』                             | ガンイージ                                                                  | ヴィクトリーガンダム ゲドラフ | ゴトラタン | V2ガンダム                                                                                 |
| 『G』                             | ライジングガンダム                                                          | ドラゴンガンダム ノーベルガンダム ガンダムマックスター | ガンダムシュピーゲル シャイニングガンダム | ゴッドガンダム マスターガンダム                                                            |
| 『W』                             |                                                                             | ガンダムサンドロック改 ●ガンダムデスサイズヘル | アルトロンガンダム ▲トールギス トールギスII | ウイングガンダムゼロ ガンダムエピオン                                                      |
| 『W EW』                          |                                                                             | | ガンダムヘビーアームズ改（EW版） ガンダムデスサイズヘル（EW版） | ウイングガンダムゼロ（EW版） トールギスIII                                                 |
| 『X』                             |                                                                             | ベルティゴ | ガンダムXディバイダー ガンダムX | ガンダムDX ガンダムヴァサーゴ・チェストブレイク                                            |
| 『∀』                             | ▽カプル                                                                     | コレンカプル | ゴールドスモー | ∀ガンダム ターンX                                                                          |
| 『SEED』                          | ラゴゥ デュエルガンダムアサルトシュラウド バスターガンダム イージスガンダム | ストライクガンダム フォビドゥンガンダム ブリッツガンダム レイダーガンダム ■カラミティガンダム                                                                                                  | フリーダムガンダム ●ジャスティスガンダム パーフェクトストライクガンダム プロヴィデンスガンダム |                                                                                            |
| 『ASTRAY』                        |                                                                             | ガンダムアストレイレッドフレーム ガンダムアストレイブルーフレームセカンドL ガンダムアストレイゴールドフレーム天 ドレッドノートガンダム（Xアストレイ） ▽ハイペリオンガンダム                    | ガンダムアストレイレッドフレーム改 ガンダムアストレイレッドフレーム（レッドドラゴン） ガンダムアストレイブルーフレームD ガンダムアストレイゴールドフレーム天ミナ                                                |                                                                                            |
| 『DESTINY』                       |                                                                             | ガナーザクウォーリア（ルナマリア機） ガイアガンダム ストライクルージュ（オオトリ装備） グフイグナイテッド ▲インパルスガンダム (ルナマリア搭乗) インフィニットジャスティスガンダム (ラクス搭乗) | インパルスガンダム レジェンドガンダム アカツキ | デスティニーガンダム ストライクフリーダムガンダム △インフィニットジャスティスガンダム      |
| 『STARGAZER』                     |                                                                             | スターゲイザー | ストライクノワール |                                                                                            |
| 『00』                            | ティエレンタオツー                                                          | ガンダムエクシア ガンダムデュナメス ガンダムスローネドライ ガンダムヴァーチェ ガンダムキュリオス ●グラハム専用ユニオンフラッグカスタム ●ガラッゾ（ヒリング・ケア機)                            | ケルディムガンダムGNHW/R アリオスガンダムGNHW/M アルケーガンダム スサノオ | ダブルオーガンダム リボーンズガンダム                                                      |
| 『00V』                           |                                                                             | | ガンダムアヴァランチエクシア | ダブルオーガンダム セブンソード/G ダブルオークアンタ フルセイバー ヤークトアルケーガンダム |
| 『劇場版00』                      |                                                                             | | ラファエルガンダム ブレイヴ指揮官用試験機 | ダブルオークアンタ ガンダムサバーニャ最終決戦仕様 ガンダムハルート最終決戦仕様             |
| 『AGE』                           |                                                                             | ガンダムAGE-1 ファルシア | ガンダムAGE-2 ゼイドラ ガンダムAGE-3 ガンダムAGE-2ダークハウンド ガンダムAGE-1フルグランサ フォーンファルシア                                                                                                   | ガンダムレギルス ガンダムAGE-FX                                                            |
| 『Gレコ』                         | G-ルシファー                                                                | マックナイフ G-アルケイン（フルドレス） モンテーロ | G-セルフ ●ダハック | G-セルフ（パーフェクトパック） カバカーリー                                                |
| 『鉄血』                          |                                                                             | ガンダム・バルバトス（第4形態） ガンダム・キマリストルーパー ○ガンダム・フラウロス | ガンダム・グシオンリベイクフルシティ ガンダム・バルバトスルプス | ガンダム・バルバトスルプスレクス ガンダム・バエル ガンダム・キマリスヴィダール             |
| 『BF』                            |                                                                             | ビルドストライクガンダム（フルパッケージ） ザクアメイジング ガンダムX魔王 | ウイングガンダムフェニーチェ ●戦国アストレイ頑駄無 | ○スタービルドストライクガンダム                                                            |
| 『BFT』                           |                                                                             | | トライバーニングガンダム ライトニングガンダムフルバーニアン スターウイニングガンダム |                                                                                            |
| 『BFA-R』                         |                                                                             | | | ホットスクランブルガンダム                                                                 |
| 『GBD』                           |                                                                             | | ガンダムダブルオーダイバーエース ●RX-零丸 |                                                                                            |
| 『SD』                            |                                                                             | | 騎士ガンダム |                                                                                            |
| 『EXA』                           |                                                                             | | エクストリームガンダム type-レオス エクリプス・フェース エクストリームガンダム type-レオス ゼノン・フェース エクストリームガンダム type-レオス アイオス・フェース エクストリームガンダム type-セシア エクセリア | エクストリームガンダム type-レオスII Vs.                                                   |
| 『N-EXTREME』                     | ●N-EXTREMEガンダム スプレマシー                                             | ●N-EXTREMEガンダム ザナドゥ | ●N-EXTREMEガンダム ヴィシャス | ●N-EXTREMEガンダム エクスプロージョン                                                      |

### ボス・最終ボス
新規機体は☆、前々作から追加された機体は◎
『機動戦士ガンダム』より
- ジオング（完成機）/シャア・アズナブル
- ◎ザクレロ/デミトリー

『機動戦士ガンダムΖΖ』より
- ◎クィン・マンサ/プルツー

『機動戦士ガンダムUC』より
- シャンブロ/ロニ・ガーベイ

『機動戦士ガンダム0083 STARDUST MEMORY』より
- ◎ガンダム試作3号機デンドロビウム/コウ・ウラキ

『機動戦士クロスボーン・ガンダム』より
- ディビニダド/クラックス・ドゥガチ

『機動戦士ガンダムAGE』より
- ヴェイガンギア・シド/ゼラ・ギンス

『ガンダム Gのレコンギスタルフェンズ』より
- ☆ジーラッハ/マニィ・アンバサダ

『機動戦士ガンダム 鉄血のオルフェンズ』より
- グレイズ・アイン/アイン・ダルトン(ボイスのみ)

『ガンダムビルドファイターズ GMの逆襲』より
- ☆サイコジム/マシタ・ミキオ

本作オリジナル機体
- ガンダムガルヴァリア / なし
  - ガルヴァリアB34M3R
  - ガルヴァリアH4ND3R
  - ガルヴァリアW45P3R

### CPU専用
トライアドバトルで登場するCPU専用機。今作ではモデリングが一新され、新たに追加された機体もいる。プレイアブル仕様とCPU専用仕様の識別は敵機ロック時、覚醒タイプ表示の有無で判断可能。
新規機体は☆、バーサスから追加された機体は◎、前作エクストラ機およびバーサスプレイアブル機は△と表記する。
『機動戦士ガンダム』より
- ジム
- ボール
- ザクI
- ザクII
- マゼラアタック
- リック・ドム
- ズゴック(一般機)
- シャア専用ズゴック
- ゴック
- ゲルググ (量産型)

『機動戦士ガンダム 第08MS小隊』より
- ホバートラック
- 陸戦型ガンダム (ジム頭)
- 陸戦型ジム
- ジム・スナイパー
- 量産型ガンタンク

『機動戦士ガンダム MS IGLOO 黙示録0079』より
- オッゴ

『機動戦士ガンダム0080 ポケットの中の戦争』より
- ハイゴッグ
- ジム・スナイパーII

『機動戦士ガンダム サンダーボルト』より
- ジム (TB版)
- ジム・キャノン (TB版)
- ガンキャノン (TB版)
- ザクI (TB版)
- ザクII (TB版)
- リック・ドム (TB版)

『機動戦士ガンダム0083 スターダストメモリー』より
- ザメル
- ドム・トローペン
- ゲルググM
- ゲルググM（指揮官用）
- ガトー専用ゲルググ

『機動戦士Ζガンダム』より
- リック・ディアス (赤)
- アッシマー
- バーザム
- バイアラン
- パラス・アテネ
- ボリノーク・サマーン
- ガザC
- ハマーン専用ガザC

『機動戦士ガンダムΖΖ』より
- 量産型キュベレイ

『機動戦士ガンダム 逆襲のシャア』より
- ジェガン
- ギラ・ドーガ
- ヤクト・ドーガ（クェス機）

『機動戦士ガンダムUC』より
- リゼル (隊長機)
- スターク・ジェガン
- バイアラン・カスタム
- ☆△ジェスタ
- ロト
- ギラ・ドーガ (袖付き仕様)
- ギラ・ズール
- ギラ・ズール（アンジェロ機）
- ドライセン (袖付き仕様)
- ザクI ・スナイパータイプ

『機動戦士ガンダムNT』より
- ☆ジェスタ(シェザール隊仕様 A班装備)
- ☆ジェスタ(シェザール隊仕様 B班装備)
- ☆ジェスタ(シェザール隊仕様 C班装備)

『機動戦士ガンダムF91』よ
- ヘビーガン
- デナン・ゾン
- ダギ・イルス
- ダギ・イルス(連邦軍仕様)

『機動戦士クロスボーン・ガンダム』より
- ペズ・バタラ
- ガンダムF91 (ハリソン機)

『機動戦士Vガンダム』より
- ゾロアット(リガ・ミリティア仕様)
- ジャベリン
- Vガンダムヘキサ
- ゾロアット
- シャッコー
- リグ・シャッコー
- ゾロ (一般機)
- ゾロ (クロノクル機)
- リグ・コンティオ
- ☆アインラッド

『機動武闘伝Gガンダム』より
- デスアーミー

『新機動戦記ガンダムW』より
- リーオー (宇宙用)
- リーオー (地上用)
- ☆エアリーズ (OZ仕様)
- トーラス (OZ仕様)
- トーラス (サンクキングダム仕様)
- ☆ビルゴ
- ビルゴII
- マグアナック
- マグアナック (ラシード機)
- マグアナック (アウダ機)

『新機動戦記ガンダムW ENDLESS WALTS』より
- サーペント

『機動新世紀ガンダムX』より
- ガンダムエアマスターバースト
- ガンダムレオパルドデストロイ
- Gビット (D.O.M.E.)
- ☆ドートレス
- ドートレス・ネオ

『∀ガンダム』より
- フラット
- フラット(ミリシャ仕様)
- ボルジャーノン
- マヒロー

『機動戦士ガンダムSEED』より
- ジン (重突撃銃)
- ジン (大型ミサイル)
- ジン (長距離強行偵察複座型)
- バクゥ
- メビウス・ゼロ
- M1アストレイ
- カラミティガンダム

『機動戦士ガンダムSEED DESTINY』より
- アビスガンダム
- カオスガンダム
- ウィンダム (ジェットストライカー)
- ☆ウィンダム (核ミサイル)
- ☆ ゲルズゲー
- ☆ ガナーザクウォーリア
- スラッシュザクファントム

『機動戦士ガンダムSEED STARGAZER』より
- ヴェルデバスター
- ブルデュエル
- ケルベロスバクゥハウンド
- シビリアンアストレイ

『機動戦士ガンダム00（ファーストシーズン）』より
- ユニオンフラッグ
- オーバーフラッグ
- ティエレン地上型
- ティエレン宇宙型

『機動戦士ガンダム00（セカンドシーズン）』より
- マスラオ

『劇場版 機動戦士ガンダム00 -A wakening of the Trailblazer-』より
- ブレイヴ一般用試験機
- ELSジンクス

『機動戦士ガンダムAGE』より
- Gエグゼス
- クランシェ
- ゼダス
- クロノス
- ジルスベイン
- ☆ダナジン
- ☆グルドリン

『ガンダム Gのレコンギスタ』より
- マックナイフ (バララ機)
- カットシー
- 宇宙用ジャハナム
- ☆グリモア

『機動戦士ガンダム 鉄血のオルフェンズ（ファーストシーズン）』より
- 鉄華団モビルワーカー
- 鉄華団モビルワーカー (宇宙型)
- グレイズ (一般機)
- グレイズ(指揮官機)
- グレイズ(アーレス所属機)
- グレイズ改
- 流星号(グレイズ改二)
- シュヴァルベ・グレイズ (マクギリス機)
- シュヴァルベ・グレイズ(ガエリオ機)

『機動戦士ガンダム 鉄血のオルフェンズ（セカンドシーズン）』より
- 僻邪
- ランドマン・ロディ
- レギンレイズ
- ヘルムヴィーゲ・リンカー

## ステージ
機動戦士ガンダム
- サイド7

機動戦士Ζガンダム
- ニュー・ホンコン

機動戦士ガンダム 逆襲のシャア
- アクシズ

機動戦士ガンダムUC
- トリントン基地周辺

機動戦士ガンダムNT
- 学園都市メーティス

機動新世紀ガンダムX
- ニュータイプ研究所

機動戦士ガンダムSEED 
- アフリカ砂漠

機動戦士ガンダムSEED ASTRAY
- ギガフロート

機動戦士ガンダムSEED DESTINY
- アーモリー・ワン

機動戦士ガンダム00
- REBIRTH

機動戦士ガンダムAGE
- ミンスリー

機動戦士ガンダム 鉄血のオルフェンズ
- 農業プラント

ガンダム Gのレコンギスタ
- キャピタル・テリトリィ
- ギアナ高地

## Project N-EXTREME
2022年1月に本作とのメディアミックスとして発動し、連動した漫画『機動戦士ガンダムN-EXTREME』がガンダムエース2022年4月号から連載中。

### オリジナルキャラクター
アマギ・サイ
声 - 大野智敬
エビハラ・チカゲ
声 - 梅田修一朗
メリーナ・マーロンフィッツ
声 - 春野杏
バルカ・ニル
声 - 熊谷健太郎
ダンテ・D・ワーズロード
声 - 伊瀬結陸
カノ・クランズ
声 - 月城莉奈
ネイア・e・ピケ
声 - 上坂すみれ

### オリジナル機体
GNEX-005E N-EXTREMEガンダム エクスプロージョン

GNEX-004X N-EXTREMEガンダム ザナドゥ

GNEX-002V N-EXTREMEガンダム ヴィシャス

GNEX-003S N-EXTREMEガンダム スプレマシー

## 音楽

### テーマ曲
RedZone（Crossfaith）

### 戦闘中BGM
機動戦士ガンダム
- 颯爽たるシャア
- 窮地に立つガンダム
- 赤い彗星
- めぐりあい
歌：井上大輔

機動戦士Ζガンダム
- モビルスーツ戦
- 艦隊戦
- 閃光の中のMS
- 宇宙を駆ける

機動戦士ガンダムΖΖ
- サイレント・ヴォイス
歌：ひろえ純
- 宇宙のジュドー

機動戦士ガンダム 逆襲のシャア
- SALLY <出撃>
- SWAN <白鳥>
- SACRIFICE

機動戦士ガンダムF91
- 君を見つめて-The time I’m seeing you-
歌：森口博子
- F91ガンダム出撃

機動戦士Vガンダム
- STAND UP TO THE VICTORY～トゥ・ザ・ヴィクトリー～
歌：川添智久
- 夏に春の祭典を！

機動武闘伝Gガンダム
- FLYING IN THE SKY
歌：鵜島仁文
- 我が心 明鏡止水～されどこの掌は烈火の如く
- 燃え上がれ闘志-忌まわしき宿命を越えて

新機動戦記ガンダムW
- Enforcement Rush
- 思春期を殺した少年の翼
- JUST COMMUNICATION
歌：TWO-MIX

新機動戦記ガンダムW Endless Waltz
- LAST IMPRESSION
歌：TWO-MIX

機動新世紀ガンダムX
- 死線
- DREAMS
歌：ROmantic Mode

∀ガンダム
- 光軸のなぞるもの
- 地よりはずめと

機動戦士ガンダムSEED
- 暁の車
歌：FictionJunction YUUKA
- STRIKE出撃
- あんなに一緒だったのに
歌：See-Saw
- GUNDAM出撃
- 攻撃開始

機動戦士ガンダムSEED DESTINY
- キラ、その心のままに
- 覚醒シン・アスカ
- Life Goes On
歌：有坂美香
- GAIA×CHAOS×ABYSS
- 出撃! インパルス

機動戦士ガンダムSEED C.E.73 STARGAZER
- STARGAZER ～星の扉
歌：根岸さとり
- M05

機動戦士ガンダム00
- TRANS-AM RAISER
- O-RAISER
- FORWARD
- 儚くも永久のカナシ
歌：UVERworld
- 罠
歌：THE BACK HORN
- FIGHT

機動戦士ガンダム00 -A wakening of the Trailblazer-
- 閉ざされた世界
歌：THE BACK HORN
- FINAL MISSION ～ QUANTAM BURST
- INNOVADE & INNOVATOR

機動戦士ガンダムUC
- UNICORN
- MOBILE SUIT

機動戦士ガンダムNT
- Vigilante
歌：mpi&Gemie

機動戦士ガンダムAGE
- 君の中の英雄
歌：栗林みな実
- ガンダムAGE-2～運命の先へ
- ガンダムAGE-3～覚醒

ガンダム Gのレコンギスタ
- コア・ファイターと共に
- ふたりのまほう
歌：May J.

機動戦士ガンダム 鉄血のオルフェンズ
- Mobile Suit Gundam:Iron-Blooded Orphans
- Surface of the Iron-Blooded Orphans
- All Out

機動戦士ガンダム0080 ポケットの中の戦争
- いつか空に届いて
歌：椎名恵

機動戦士ガンダム0083 STARDUST MEMORY
- MEN OF DESTINY
歌：MIQ

機動戦士ガンダム 第08MS小隊
- 嵐の中で輝いて
歌：米倉千尋
- 戦士

機動戦士ガンダム MS IGLOO
- 機動戦
- 進出ス!

機動戦士クロスボーン・ガンダム
- 宇宙海賊クロスボーンバンガード戦闘テーマ
- スカルハート見参
- 帝国からの襲撃
- 鋼鉄の七人

機動戦士ガンダム外伝 THE BLUE DESTINY
- 戦慄のブルー
- THE FRONT

機動戦士ガンダム 閃光のハサウェイ
- その名はマフティー・ナビーユ・エリン
- レーン･エイムのテーマ
- 強襲

機動戦士ガンダムSEED ASTRAY
- 赤い一撃
- サーペントテール:ミッション開始
- 選ばれし者
- 憎悪
- 運命の子

ガンダム・センチネル
- Superior Attack
- New Desides

機動戦士ガンダム サンダーボルト
- あなたのお相手～I'm your baby～
歌：ICI a.k.a 市川愛
- ポップス
- Groovy Duel
- 色悪

ガンダムビルドファイターズ
- GUNDAM BUILD FIGHTERS
- build－fight
- ニブンノイチ
歌：BACK-ON

ガンダムビルドファイターズトライ
- セルリアン
歌：BACK-ON
- トライファイターズ

ガンダムビルドダイバーズ
- フォース・ビルドダイバーズ！

機動戦士ガンダム ヴァルプルギス
- Theme of Over.on

ガンダムEXA
- Divine Act -The EXTREME-
- The End of Authority
- Divine Act -The EXTREME- revised
- Divine Act-The EXTREME-MAXI BOOST
- The End of Authority -revised

SDガンダム外伝
- ボスをたおせ

機動戦士ガンダムN-EXTREME
- on the E.D.G.E
- Junp in X in Luck
- Vreak jaggies
- S-ec-RE-CY